# Linaria biebersteinii
Linaria biebersteinii är en grobladsväxtart som beskrevs av Wilibald Swibert Joseph Gottlieb von Besser. Linaria biebersteinii ingår i släktet sporrar, och familjen grobladsväxter. Inga underarter finns listade i Catalogue of Life.